# Catedral de Panamá
La Catedral Basílica Santa María la Antigua de Panamá es un templo católico localizado en el Casco Antiguo de la Ciudad de Panamá. Fue consagrada en 1796, aunque los trabajos de construcción iniciaron en 1688, 108 años antes. La catedral es la sede episcopal de la Arquidiócesis de Panamá.

## Historia

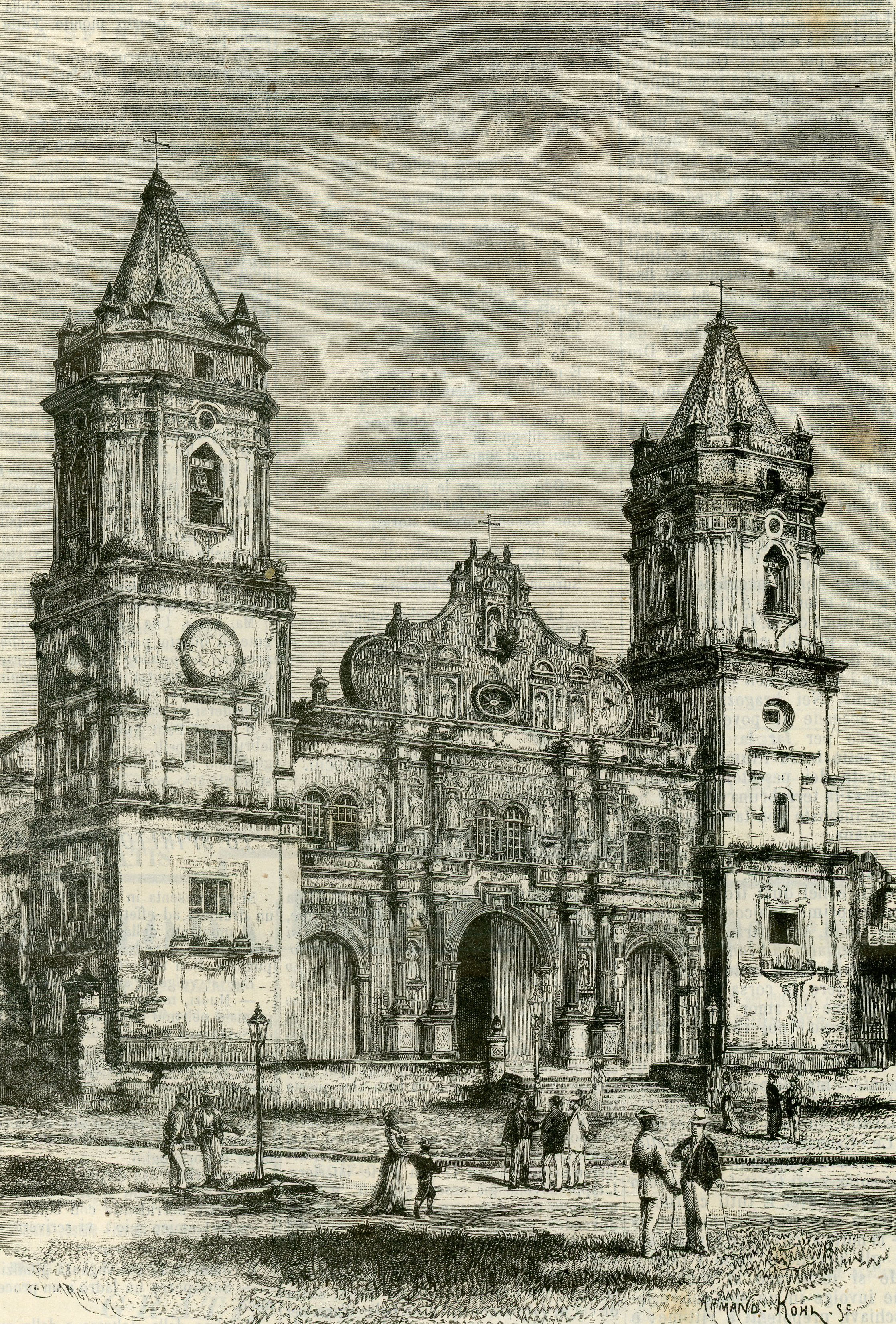
Dibujo de la Catedral Metropolitana hacia el 7 de septiembre de 1882.

Fotografía de la Catedral Metropolitana en 1904, nótese al fondo el cerro Ancón, una cima que se encuentra en los alrededores de la Ciudad de Panamá.

La Catedral Metropolitana de Panamá es heredera de la Catedral erigida por el Papa Adriano VI en la gran casa del Cacique Cémaco, cuando los españoles lo enfrentaron y ofrecieron fundar una población dedicada a Santa María de la Antigua, en 1510. En 1513 se dicta la bula por la cual La Antigua se eleva al rango de Diócesis, y su iglesia al rango de Catedral, siendo su primer obispo Fray Juan de Quevedo.
Luego de ser abandonada Santa María la Antigua del Darién por orden de Pedro Arias de Ávila, quien en 1519 había fundado Panamá a la orilla del Mar del Sur, la catedral de la nueva población heredó el traslado de insignias, bulas y reliquias de la Antigua del Darién. Posterior al incendio ocasionado para librarse del pirata Henry Morgan en 1671, la ciudad fue trasladada al actual Casco Antiguo de la Ciudad de Panamá en 1673 y con este traslado se dispone el levantamiento de una nueva Catedral, cuya construcción toma 108 años, es decir, de 1688 a 1796.

## Estructura arquitectónica
Es un edificio amplio, de alto techo en dos aguas. Posee dos torres revocadas, alguna vez pintadas de rojo en su parte superior, con incrustaciones de madreperla que se consideraron las más altas de América Latina por mucho tiempo. Las paredes son de piedra, la fachada está tallada en estilo renacimiento con elementos clásicos de decorado (a lo que usualmente se llama estilo jesuítico). Tiene tres naves a las que se acceden directamente por tres puertas desde la fachada. Hay otras dos naves de capillas a las que faltan las divisiones respectivas.
El techo está sostenido por un verdadero bosque de cerca de 67 columnas cruciformes hechas de piedra y ladrillo. El santuario y el Santísimo están a 7 escalones sobre el nivel de las naves y aunque todo está pintado de blanco, esa sección, en lo alto, está pintado de celeste, colores de la Virgen.
Su retablo mayor es una obra de fines del siglo XIX muy posiblemente realizada por maestros franceses que trabajaban para la construcción del Canal Interoceánico. Desde Darién a Panamá Viejo y de allí al sitio actual, vinieron las reliquias traídas de Sevilla de San Aurelio y San Getulio, en ambos casos, restos completos.
Las campanas de la torre catedralicia de Panamá Viejo quedaron inservibles al derretirse parcialmente en el fuego de 1737, por lo que las campanas que hoy ostenta fueron de fabricación dieciochesca, como obsequios de antiguos obispos panameños que habían sido trasladados a América del Sur.
Posee una Sacristía amplia, alguna vez de dos niveles,  único edificio colonial panameño con cúpula. Bajo el santuario-santísimo hay dos habitaciones abovedadas, la Cripta de los Obispos. Desde la Sacristía se podía acceder a otra habitación inferior donde reposaron los archivos de la Catedral.
Tiene 10 ventanas grandes y altas que desde principios del siglo XX se enriquecieron con hermosos vitrales influenciados por l'art decórative. Las lámparas actuales, de bronce dorado con diseño tradicional, fueron obsequiadas por la Arquidiócesis de Río de Janeiro.
La catedral se levanta en el lado oeste de la Plaza Mayor. La rodea un amplio altozano a 6 escalones sobre el nivel de la calle y un escalón más para entrar al templo.

## Elevada a Basílica
El 22 de diciembre de 2014 el arzobispo de Panamá José Domingo Ulloa Mendieta anunció que la Congregación para el Culto Divino y la Disciplina de los Sacramentos confirió a la catedral metropolitana el título de basílica menor, con todas las tareas y obligaciones que esto conlleva en el ámbito litúrgico y pastoral. El título fue concedido tras una petición de la conferencia episcopal panameña. Desde ahora lleva el título de Catedral Basílica Santa María la Antigua.

## Restauración

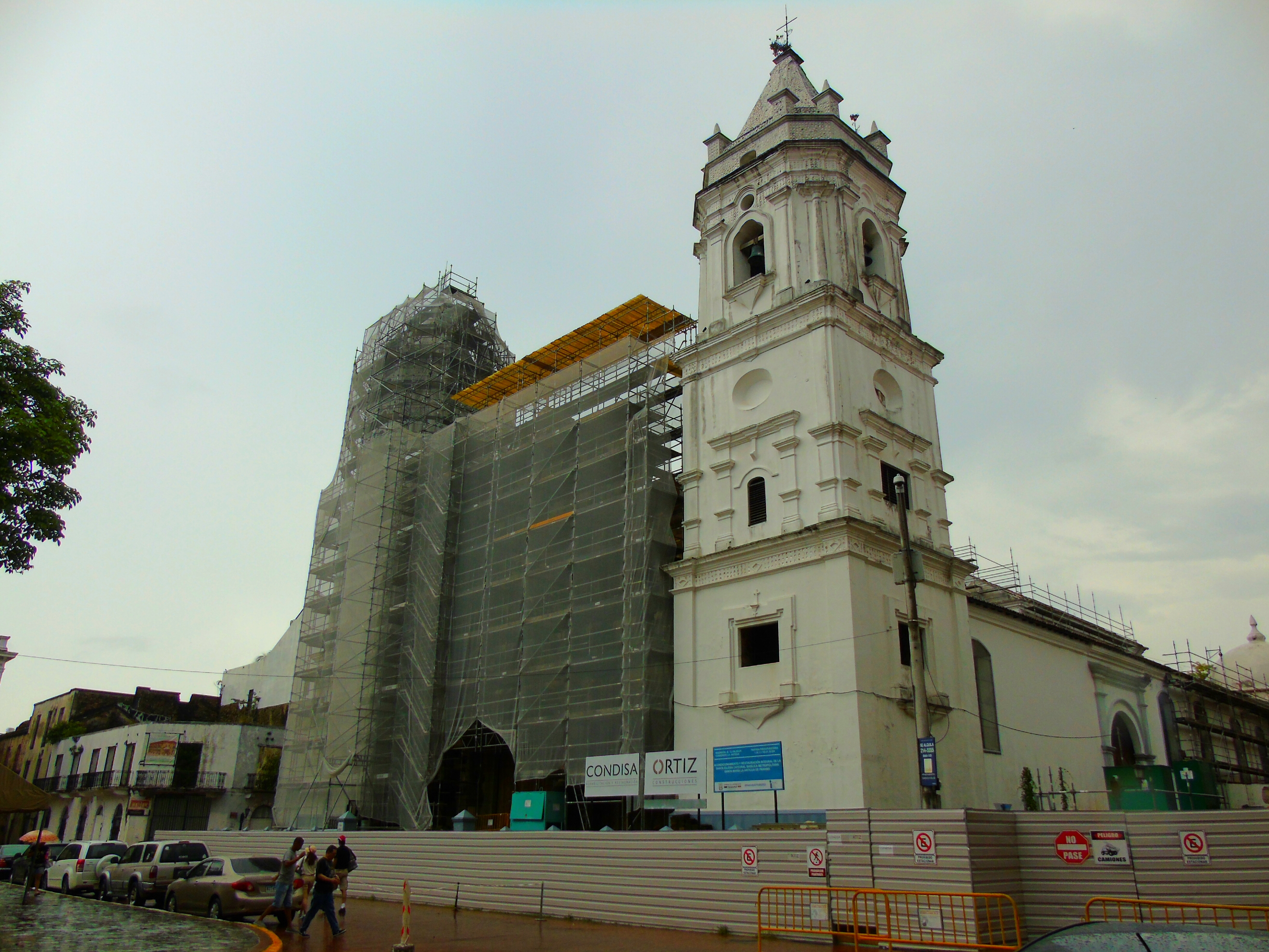
Vista de la Catedral en reparaciones.

El presidente de la República de Panamá Juan Carlos Varela aprobó los trabajos de restauración a este monumento de preservación histórica, con un costo de $11,9 millones y $4 millones, estimados, para su equiparación.